# 火星人ゴーホーム!
『火星人ゴーホーム!』（かせいじんゴーホーム、原題：Martians Go Home）は、1989年に製作されたアメリカ映画。フレドリック・ブラウンによる長編小説『火星人ゴーホーム』が原作となっている。

## ストーリー
テレビ番組のBGMを作曲しているマーク・デヴェローは、22歳でヒットメーカーの映画監督ジョー・フレダマウスから「どんな異星人相手にも通じる挨拶」の映画音楽の作曲を頼まれる。マークは、完成した音楽を恋人のセーラに聞かせるため、彼女の勤めるラジオ局に電話をかけるが、手違いで音楽が全世界、そして宇宙に流れてしまう。
翌日、その音楽を聞いた緑色の火星人たちが世界中に現れた。
火星人はうるさくうざったくうっとうしい連中で、覗きと嫌がらせが大好きな上に、口喧嘩ならマシンガントークで応戦、本物の喧嘩なら瞬間移動で攻撃をかわし、地球人にまったく勝ち目はなかった。セーラとの夜の生活まで覗きの対象にされたマークは、火星人の侵略というより「侵害」に対抗すべく、音楽をふたたび全世界に流そうとするが…。

## キャスト
| 役名                     | 俳優                 | 日本語吹替 |
| ------------------------ | -------------------- | ---------- |
| マーク・デヴェロー       | ランディ・クエイド   | 江原正士   |
| セーラ・ブロディ         | マーガレット・コリン |            |
| 火星人                   | バリー・ソベル       | 松尾貴史   |
| 火星人                   | ヴィック・ダンロップ | 松尾貴史   |
| 火星人                   | ハリー・バジル       | 松尾貴史   |
| 火星人                   | ボビー・スレイトン   | 松尾貴史   |
| 火星人                   | ロブ・シュナイダー   | 松尾貴史   |
| 火星人                   | ウォレス・ランガム他 | 松尾貴史   |
| ジェーン・ブキャナン     | アニタ・モリス       | 高島雅羅   |
| ドニー                   | ジョン・フィルビン   | 島田敏     |
| 大統領                   | ロニー・コックス     | 石森達幸   |
| シーグラムズ             | ティモシー・スタック | 小島敏彦   |
| エルギンズ               | ブルース・フレンチ   | 塚田正昭   |
| スタン・ギャレット       | ゲリット・グレアム   | 金尾哲夫   |
| ジョー・フレダマウス監督 | ディーン・デヴリン   | 松本保典   |
| コーハイザー             | ロイ・ブロックスミス | 峰恵研     |
| デニス                   | デニス・ボーウェン   | 小室正幸   |

## スタッフ
- 監督：デヴィッド・オデル
- 製作：マイケル・D・パリサー
- 製作総指揮：エドワード・R・プレスマン
- 脚本：チャーリー・ハース
- 原作：フレドリック・ブラウン
- 撮影：ピーター・デミング
- 音楽：アラン・ザヴォッド
- 編集：キャスリン・キャンベル
- 吹替演出：向山宏志
- 吹替制作：浦田康文